# 兵頭拓海
兵頭 拓海（ひょうどう たくみ、1996年11月5日 - ）は、日本の俳優である。
所属事務所はジョビィキッズプロダクション。

## 出演

### テレビドラマ
- 金曜プレステージ 津軽海峡ミステリー航路6（2007年、フジテレビ）
- 受験の神様（2007年、日本テレビ）
- トミカヒーロー レスキューフォース 第6話（2008年 テレビ東京）ケン 役
- エジソンの母（2008年、TBS）

### 映画
- クローズド・ノート（2007年）
- 子猫の涙（2008年）
- カンフーくん（2008年）6年1組の生徒 役
- ハッピーフライト（2008年）中川智樹 役
- 犬とあなたの物語 いぬのえいが（2010年) 三浦さんの息子 役

### CM
- サントリー ビタミンウォーター
- 江崎グリコ walky walky（2008年）
- 日立製作所 つくろう。篇
- エンターブレイン ダービースタリオンDS（2008年）
- 第一生命
- スニッカーズ 内田裕也ロッケンロール篇（2013年） YouTube

### 新聞広告
- 公共広告機構 こども教育委員会

### DVDドラマ
- トイレの花子さん